# 마크 블랭크필드
마크 블랭크필드(Mark Blankfield, 1950년 5월 8일 ~ )는 미국의 배우, 텔레비전 배우이다.
패서디나에서 태어났다.

## 영화
- 사브리나 - TV 시리즈 (1996년)
- 못말리는 드라큐라 (1995년) - 마틴 역
- 못말리는 로빈 훗 (1993년) - 블링킨 역
- 미녀 스캔들 (1990년)
- 베이사이드 얄개들 (1989년)
- 불타는 바다 (1989년)
- 엔젤 3 (1988년)
- 스플래쉬 2 (1988년)
- 언더러치브 (1987년)
- 바보 네이빈 2 (1984년)
- 지킬 앤 하이드... 투게더 어게인 (1982년)
- 엄마가 작아졌어요 (1981년)